# Ga Dokjeong
Ga Dokjeong (Tiếng Hàn: 독정역, Hanja: 篤亭驛) là ga tàu điện ngầm của Tàu điện ngầm Incheon tuyến 2 nằm ở Baekseok-dong, Seo-gu, Incheon.

## Lịch sử
- 5 tháng 10 năm 2015: Tên ga được quyết định là Ga Dokjeong[1]
- 30 tháng 7 năm 2016: Bắt đầu kinh doanh với việc khai trương Tàu điện ngầm Incheon tuyến 2[2]

## Bố trí ga
| Wanjeong ↑ |
| \| N/B     |
| ↓ Geomam   |

| Hướng Bắc | ● Incheon tuyến 2 | ← Hướng đi Wanjeong · Majeon · Geomdan Sageori · Geomdan Oryu |
| Hướng Nam | ● Incheon tuyến 2 | → Hướng đi Geomam · Seongnam · Juan · Unyeon →                |

## Xung quanh nhà ga
- Ngã tư Dokjeong
- E-Mart Chi nhánh Geomdan
- Megabox Chi nhánh Geomdan
- Trường trung học Baekseok
- Trường trung học trang sức Hàn Quốc
- Trường trung học Incheon Semu

## Hình ảnh

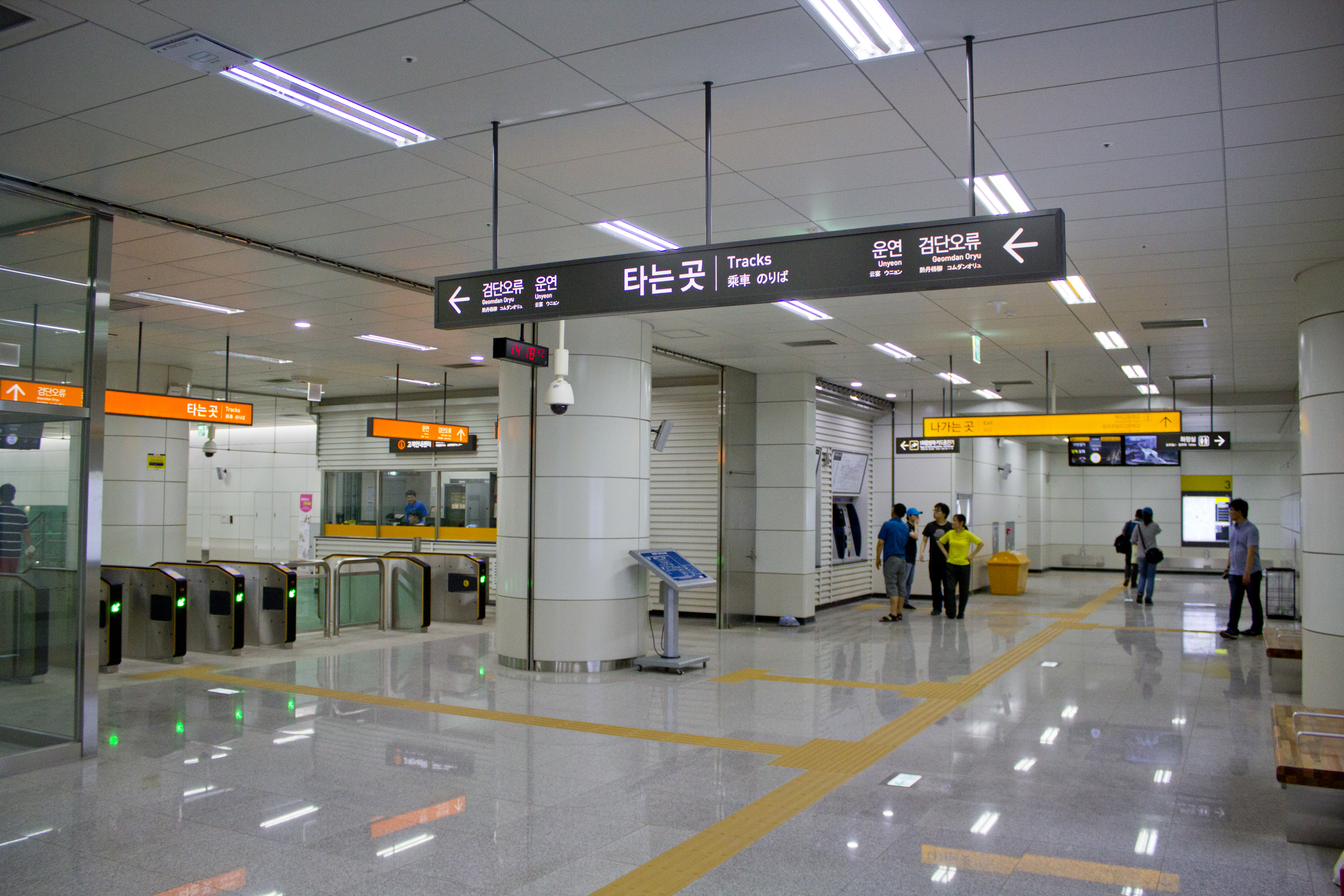
Phòng chờ
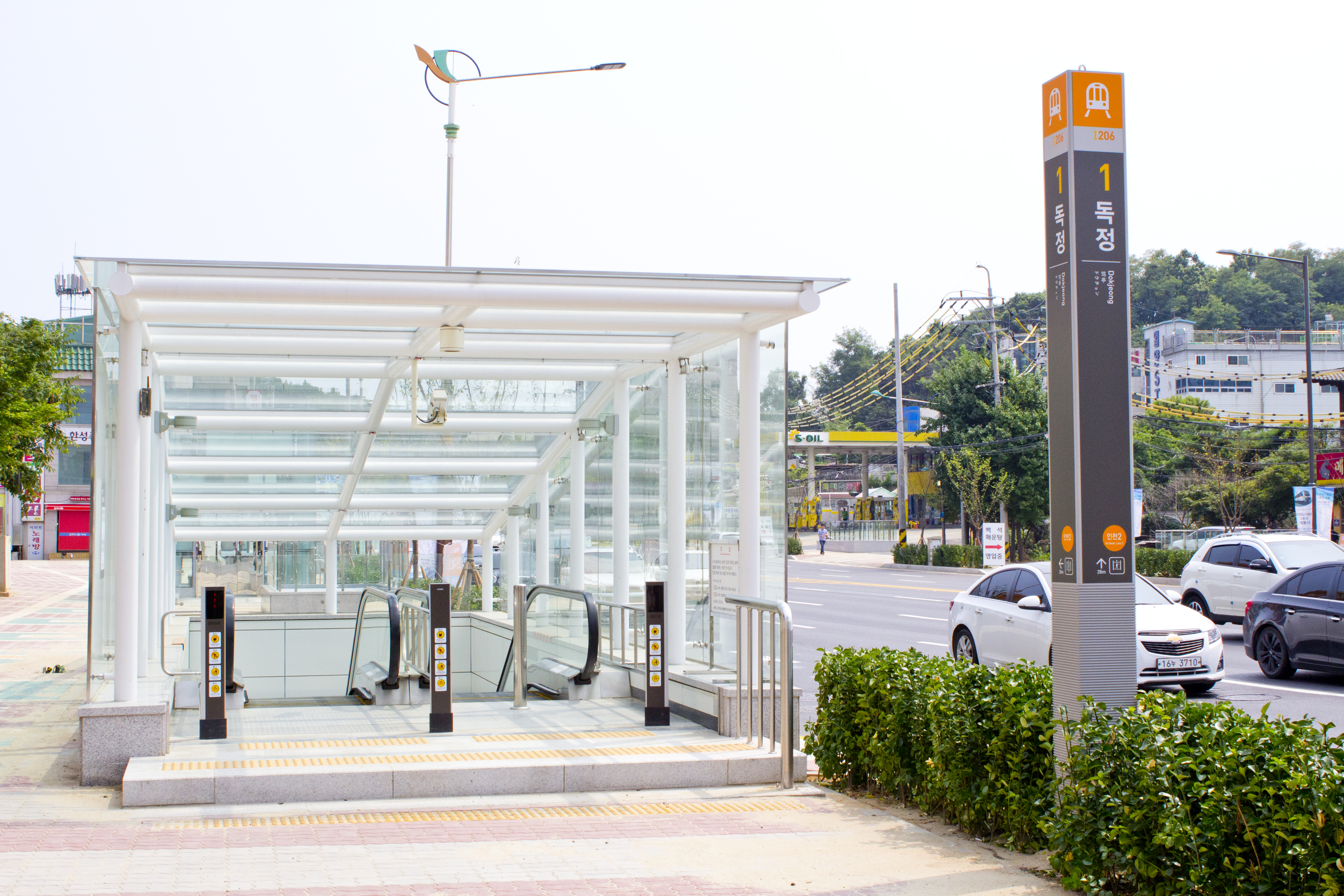
Lối ra 1 Ga Wanjeong trên Tàu điện ngầm Incheon tuyến 2
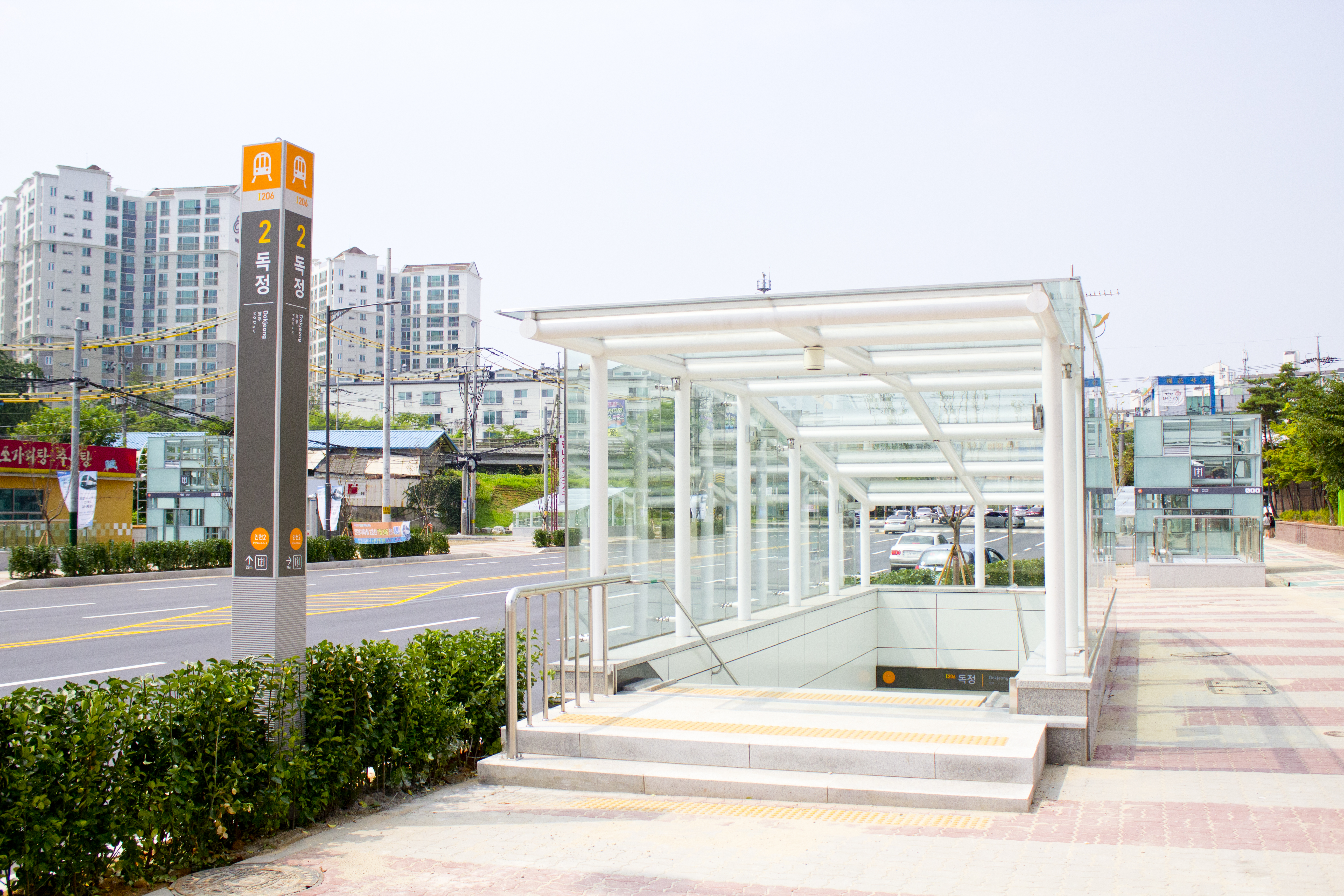
Lối ra 2 Ga Wanjeong trên Tàu điện ngầm Incheon tuyến 2
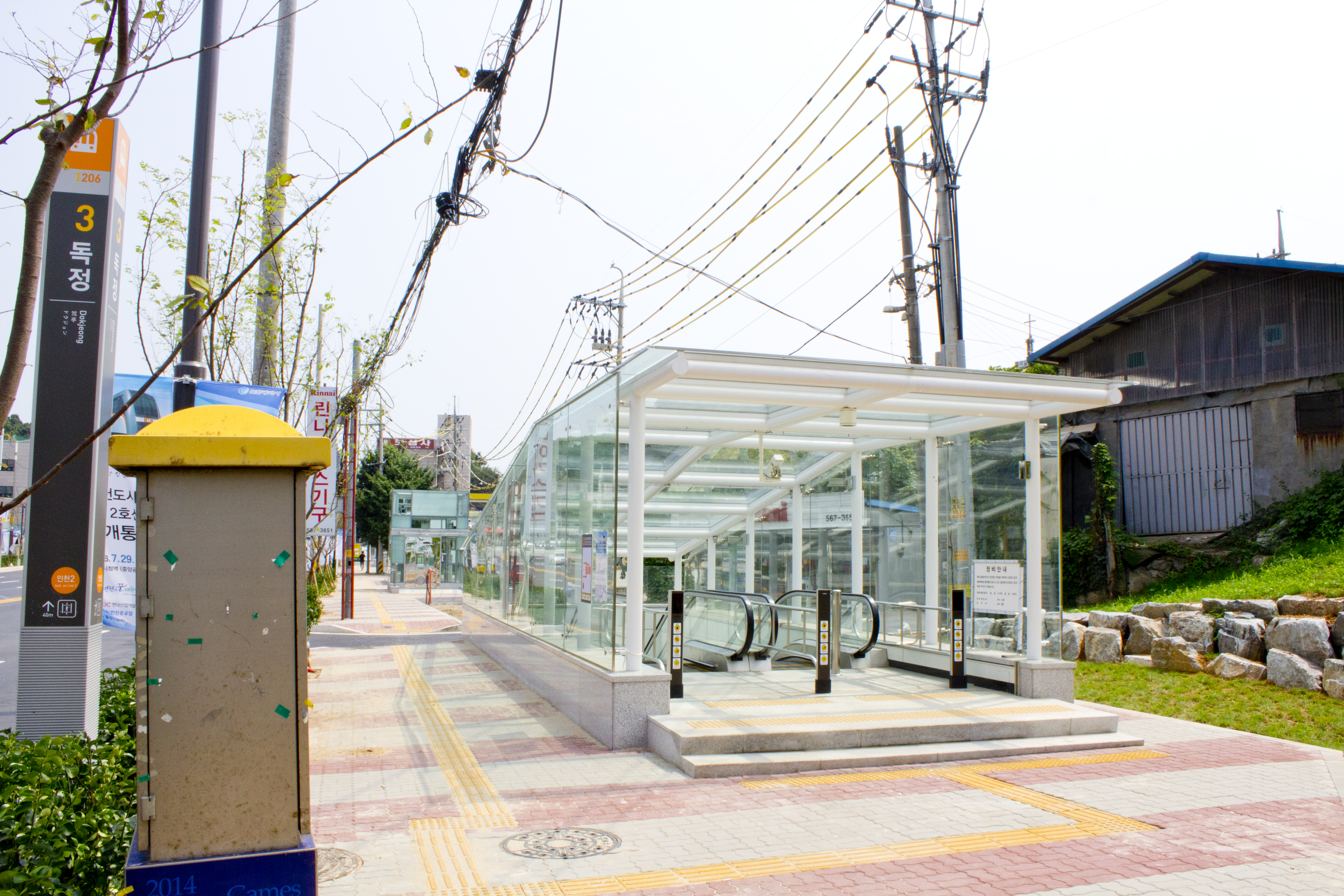
Lối ra 3 Ga Wanjeong trên Tàu điện ngầm Incheon tuyến 2
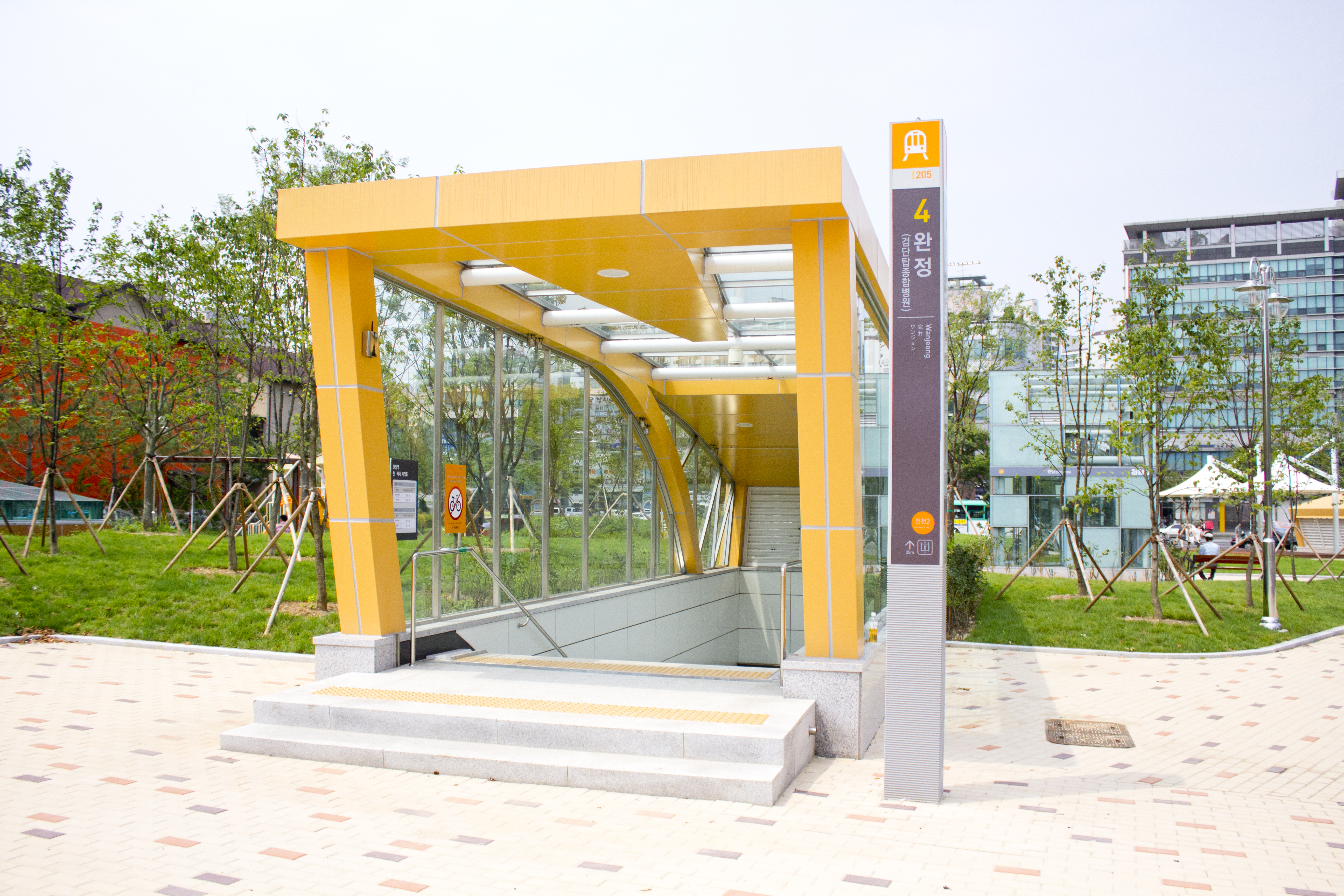
Lối ra 4 Ga Wanjeong trên Tàu điện ngầm Incheon tuyến 2